# Lorraine Open 1984
Il Lorraine Open 1984 è stato un torneo di tennis giocato sul sintetico indoor. Si è giocato a Nancy in Francia. È stata la 6ª edizione del torneo, che fa parte del Volvo Grand Prix 1984. Il torneo si è giocato dal 12 al 18 marzo 1984.

## Campioni

### Singolare maschile
Ramesh Krishnan ha battuto in finale  Jan Gunnarsson con il punteggio di 6–3, 6–3

### Doppio maschile
Eddie Edwards /  Danie Visser hanno battuto in finale  Wayne Hampson /  Wally Masur con il punteggio di 3–6, 6–4, 6–2